# Mergulhão-de-touca
O mergulhão-de-capuz ou mergulhão-de-touca, (Podiceps gallardoi) é uma espécie de mergulhão de porte médio, encontrado na região sul da América do Sul, na Patagónia. Suas presas são pequenos peixes, rãs, girinos, insetos aquáticos, caranguejos, lagostas, e algumas sementes.